# Brunswick, Vermont
Brunswick är en kommun (town) i Essex County i delstaten Vermont, USA.  Vid folkräkningen år 2000 bodde 107 personer på orten. Den har enligt United States Census Bureau en area på totalt 67,3 km², varav 0,8 km² är vatten. 